# صموئيل بوتنام أفري
صموئيل بوتنام أفري (بالإنجليزية: Samuel Putnam Avery)‏ هو تاجر أعمال فنية أمريكي، ولد في 17 مارس 1822 في نيويورك في الولايات المتحدة، وتوفي بنفس المكان في 11 أغسطس 1904.

## وصلات خارجية
- صموئيل بوتنام أفري على موقع الموسوعة البريطانية (الإنجليزية)